# 科蒙 (阿列日省)
科蒙（法語：Caumont，法語發音：[komɔ̃]）是法国阿列日省的一个市镇，属于聖日龍區。

## 地理
科蒙（43°1'50"N, 1°5'8"E）面积9.22 平方千米，位于法国奧克西塔尼大區阿列日省，该省份为法国西南部内陆省份，西部和北部与上加龙省接壤，东临奥德省，东南至东比利牛斯省接壤，南与安道尔和西班牙接壤。
与科蒙接壤的市镇（或旧市镇、城区）包括：卡扎韦、梅尔瑟纳克、蒙戈克、普拉邦雷波、圣利济耶、洛尔普-桑塔拉耶、托里尼昂卡斯泰、旧托里尼昂。

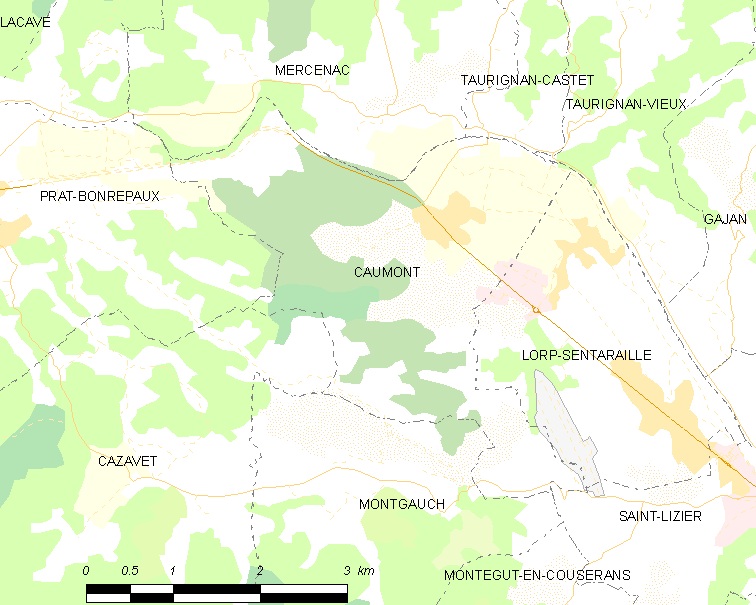
的OSM定位图

科蒙的时区为UTC+01:00、UTC+02:00（夏令时）。

## 行政
科蒙的邮政编码为09160，INSEE市镇编码为09086。

## 政治
科蒙所属的省级选区为库斯朗谷地县。

## 人口

1962-2008年间人口变化图示

科蒙于2022年1月1日时的人口数量为338人。